# Echymipera echinista
Echymipera echinista, conhecido como bandicoot-espinhoso-de-menzies(a), é uma espécie de marsupial da família Peramelidae, endêmica da Papua-Nova Guiné.